# Département de Zacapa
Zacapa est l'un des 22 départements du Guatemala. Son chef-lieu est Zacapa.

## Municipalités
1. Cabañas
2. Estanzuela
3. Gualán
4. Huité
5. La Unión
6. Río Hondo
7. San Diego
8. Teculután
9. Usumatlán
10. Zacapa